# Analfabetismo informatico
Per analfabetismo informatico (in inglese digital illiteracy) si intende l'incapacità delle persone di operare mediante un computer, di leggere, scrivere e reperire criticamente informazioni in Internet. Il grado di analfabetismo informatico può variare a seconda dell'età, sesso, religione, abitudini e nazione. Un analfabeta informatico non è solo chi non conosce la tecnologia, ma anche l'individuo che ignora la terminologia di settore, essendo questa ampiamente utilizzata da tutti i mezzi di comunicazione di massa. Un fattore che può aumentare l'analfabetismo informatico è la tecnofobia, ovvero la paura o il rifiuto irrazionale verso ogni dispositivo tecnologico.
L'analfabetismo informatico è soggetto ad un cambiamento nel tempo anche per uno stesso individuo: una persona può diventare analfabeta informatico a causa del rapido e costante avanzamento della tecnologia. L'analfabetismo informatico può non essere percepito come un problema immediato per la persona che non nutre alcun interesse verso le nuove tecnologie. Saper usare gli strumenti digitali di comunicazione rientra nel bagaglio culturale voluto dalla Commissione europea a Lisbona nel 2000 per i propri cittadini.

## Tipologie
L'analfabetismo informatico può essere
- pieno o assoluto: mancanza di qualunque tipo di conoscenza nell'utilizzo del computer o dispositivi digitali;
- relativo o funzionale: possesso delle sole conoscenze basilari, oppure perdita con il tempo di conoscenze o mancanza di aggiornamento.

## Indicatori
Gli indicatori che vengono utilizzati per valutare il grado di analfabetismo informatico sono:
1. percentuale della popolazione che naviga in Internet
2. luogo e forma di accesso a Internet
3. frequenza dell'utilizzo delle rete
4. percentuali di abitazioni con accesso alla rete
5. numero di accessi pubblici alla rete
6. velocità di connessione e servizi disponibili
7. costo dell'accesso a internet (traffico dati)
8. costo dei computer e dei dispositivi digitali in genere
9. percentuale di utenti con problemi di sicurezza informatica
10. numero di computer e/o dispositivi collegabili alla rete ogni 1 000 abitanti
11. percentuale di studenti e laureati in carriere relative all'informatica ed alla tecnologia

## Alfabetizzazione informatica in Europa
La Commissione Europea si è proposta tre obiettivi da conseguire entro il 2010:
- la realizzazione di uno spazio unico europeo dell'informazione che offra comunicazioni a banda larga;
- il rafforzamento dell'innovazione e degli investimenti nella ricerca sulle tecnologie dell'informazione e della comunicazione;
- la realizzazione di una società dell'informazione e dei media basata sull'inclusione, cioè la crescita e l'occupazione in maniera coerente, dare la priorità ai servizi pubblici, alla qualità della vita.

La Commissione Europea intende inoltre raggiungere i seguenti quattro obiettivi:
- aumentare la velocità dei servizi in banda larga in Europa;
- incoraggiare nuovi servizi e contenuti on-line;
- migliorare le apparecchiature affinché possano comunicare tra loro;
- rendere internet più sicura contro le frodi, contenuti dannosi e problemi tecnologici.

## Analfabetismo informatico in Italia
Secondo il rapporto Istat del 2009, in Italia oltre un milione e settecentomila giovani tra i 15 e i 29 anni non hanno mai utilizzato il PC negli ultimi dodici mesi. Differenze culturali e geografiche influenzano questo dato: la percentuale è quasi doppia nell'Italia meridionale rispetto a quella settentrionale, e circa quadrupla tra i figli di operai, rispetto a chi ha genitori manager o professionisti.
La mancata disponibilità di un computer in casa e di linee di connessione a banda larga rappresentano ulteriori ostacoli. La scuola non riesce a contrastare l'analfabetismo informatico in quanto, sempre secondo l'Istat, tra i 6 e i 17 anni, solo 4 ragazzi su 10 utilizzano il pc a scuola. Secondo una ricerca Nielsen presentata nel settembre 2009, solo il 55% degli italiani usa internet. Risulterebbe che solo il 34% lo usa in maniera attiva e consapevole, mentre gli altri si limitano a effettuare ricerche acritiche, passive. I cosiddetti "nativi digitali" ne costituirebbero, secondo la ricerca, la maggioranza.

### Cause dell'analfabetismo informatico in Italia
Le cause dell'analfabetismo informatico in Italia possono essere individuate nei seguenti fattori:
- deficit infrastrutturali: dovuti a gravi ritardi nella diffusione dell'hardware (computer, periferiche) e delle connessioni a banda larga. Le cause sono molteplici: da un lato, le compagnie telefoniche non hanno esteso il servizio ADSL a molte aree periferiche del paese, ritenendo troppo scarso il numero di utenti potenziali in relazione agli investimenti da effettuare. In diverse scuole, poi, alcuni genitori si sono opposti all'installazione di access point wireless, le cui antenne sono state accusate di generare elettrosmog;
- carenza di saperi minimi, dovuta a fattori socioeconomici, culturali, psicologici e all'assenza di adeguati interventi formativi, informativi e di servizio; da non trascurare anche l'influsso della tecnofobia[3]. Stante ciò, emerge in modo chiaro la mancanza di quelle figure professionali intermedie in grado di mediare tra le conoscenze teoriche e gli interessi concreti degli utenti finali. Il ritardo nell'alfabetizzazione informatica, inoltre, è stato dovuto anche a un diffuso clima di ostilità da parte di non pochi italiani, diretto dapprima contro i computer e successivamente contro Internet: ancora nel 2018, il 30% degli italiani non si era mai connesso alla Rete, ritenendola uno strumento poco utile e scarsamente interessante[4].

## Perché alfabetizzarsi
L'alfabetizzazione digitale permette di comprendere e analizzare meglio i messaggi e i contenuti mediatici; contribuisce, inoltre, a salvaguardare il pluralismo e l'indipendenza dei mezzi di comunicazione. Consente di esprimere opinioni diverse in rappresentanza di vari gruppi sociali e favorisce lo sviluppo dei valori di tolleranza e di dialogo. È importante imparare ad usare il computer concentrandosi sui contenuti, sui bisogni delle persone e del territorio, sugli obiettivi di un progetto, di una comunità (scuola, turismo, sociale, attività produttive, arte, tempo libero, stranieri, giovani, anziani, associazioni ecc.). In questo modo l'informatica diventa lo strumento per l'incontro e il confronto con gli altri. Sono necessari strumenti informatici semplici, facilmente utilizzabili, con un'adeguata assistenza agli utenti e a un costo accessibile a tutti.